# Lehel HC
A Lehel HC egy jászberényi jégkorongcsapat a másodosztályú Andersen Ligában. A klub 1990-ben megnyerte a magyar bajnokságot.
Jászberényben 1977 januárjában adták át a jégpályát. A Lehel SC még abban az évben megalakította a jégkorong-szakosztályát. Az első edző a korábbi válogatott játékos Fodor Árpád volt, aki az utánpótlás korosztályoknál tevékenykedett. Az 1978–1979-es szezonban már felnőtt csapatot is indított az egyesület a másodosztályban. Az OB I-ben 1985-ben indult először a csapat. Az 1989–1990-es magyar jégkorongbajnokságot a Jászberényi Lehel nyerte. Illetve az 1992/1993-as szezon végén Magyar kupa győzelmet ünnepelhetett.

## Szezonok

### Andersen Liga
| Alapszakasz | Alapszakasz | Alapszakasz | Alapszakasz | Alapszakasz | Alapszakasz | Alapszakasz | Alapszakasz | Alapszakasz | Rájátszás                              | Rájátszás                              | Rájátszás                              | Rájátszás                                     |
| Szezon      | LM          | GY          | GY.H.       | V. H.       | V           | G           | P           | Helyezés    | Negyeddöntő                            | Elődöntő                               | Döntő                                  | Eredmény                                      |
| ----------- | ----------- | ----------- | ----------- | ----------- | ----------- | ----------- | ----------- | ----------- | -------------------------------------- | -------------------------------------- | -------------------------------------- | --------------------------------------------- |
| 2022–23     | 16          | 2           | 1           | 0           | 13          | 46-82       | 8           | 8.          | Vereség az UNI Győr ETO HC ellen (0-2) | -                                      | -                                      | -                                             |
| 2023–24     | 20          | 16          | 0           | 2           | 2           | 143-79      | 50          | 2.          | Győzelem a Vasas SC ellen (2-0)        | Győzelem az FTC-Telekom ellen (2-1)    | Vereség az UNI Győr ETO HC ellen (0-3) | -                                             |
| 2024–25     | 18          | 15          | 0           | 0           | 3           | 133:74      | 45          | 3.          | Győzelem a MAC Ikonok ellen (2-0)      | Vereség az UNI Győr ETO HC ellen (0-3) | -                                      | Bronzmérkőzés: Vereség a Vasas SC ellen (2-4) |

## Bajnokcsapat
A Lehel SC bajnokcsapatának játékosai: Balla Tibor, Bató András, Bálint Artúr, Bugyi Csaba, Bujdosó Gábor, Csík László, Csókási Zsolt, Anatolij Donyika, Havrán Péter, Koha Csaba, Kolbenheyer József, Alekszandr Kulikov, Lajkó Attila, Leleszi Zoltán, Pavel Mihonyik, Pápai Miklós, Borisz Puskarjov, Simon Ferenc, Sipos Zoltán, Szabados Imre, Szajka György, Oleg Vaszjunyin, Alekszandr Vlaszov, Vargyas László

## A kupagyőztes csapat:
A Lehel HC bajnokcsapatának játékosai: Pavel Mihonyik, Nagy Zsolt, Vargyas László, Andrej Vorobjov, Alexie Szelihov, Anatolij Vodopjanov, Balla Tibor, Bugyi Csaba, Sipos Zoltán, Antal Zsolt, Bálint Artúr, Szerdahelyi Gábor, Szajka György, Simon Ferenc, Oláh György, Csontos Péter, Szabados Imre, Fodor Roland, Lajkó Attila.
Edző: Kercsó Csaba és Alekszendr Vlaszov.